# گردنه حاجیگک
گردنهٔ حاجی‌گَک در ارتفاع ۳٬۷۰۰ متری (۱۲٬۱۰۰ فوت) از سطح دریا در قسمت شمالی ولایت میدان وردک واقع شده و آن را با ولایت بامیان به شمال‌غربی متصل می‌کند. این یکی از دو مسیر اصلی از کابل به بامیان در هزاره‌جات است که از محدودهٔ کوه بابا عبور می‌کند.

## مسیرها
دو مسیر اصلی از کابل به بامیان وجود دارد، از جنوب از طریق میدان وردک و گردنهٔ حاجی‌گک و از شمال از طریق پروان و گذرگاه شیبر است. این مسیر از طریق گذرگاه شیبر ۲۳۷ کیلومتر طول دارد که تقریباً ۶ ساعت و نیم طول می‌کشد. گردنهٔ شیبر همچنان به دلیل ایمنی بر گردنهٔ حاجی‌گک ترجیح داده می‌شود، زیرا در بیشتر اوقات سال گردنهٔ حاجی‌گک پوشیده از برف است.
مسیر حاجی‌گک از کوتهٔ سنگی، در حدود ۱ کیلومتری غرب دانشگاه کابل، از کابل خارج می‌شود و بزرگراه آسفالته را به غرب غزنی و سپس در جنوب به میدان وردک می‌رساند. در آنجا مسیر از شاهراه غزنی خارج می‌شود و از طریق میدان‌شهر، مرکز ولایت میدان وردک به سمت راست می‌پیچد. این مسیر از طریق جلریز، سرچشمن، سیا سنگو دوز قول ادامه دارد و پیش از عبور از گذرگاه یونای به سمت گردن دیوال، جایی که مسیر دوباره به سمت راست می‌پیچد تا به سمت شمال برود، و در نهایت صعود به گردنه حاجیگک را در مسیر خوب و مناسب آغاز می‌کند.
در این منطقهٔ ناهموار روستاهای بی‌شماری وجود دارد. سرسبزی درختان و صافی و معتدل بودن آب‌وهوا در دره‌ها از گردشگرانی که به بامیان سفر می‌کنند استقبال می‌کند. در پاییز و بهار کاروان‌های بزرگ شتر هیجان خاصی را به مناظر این منطقه می‌بخشند.

## پروژه‌های راه‌آهن
در ماه مه ۲۰۱۶، هند، ایران و افغانستان توافقنامه‌ای را برای توسعه دو اسکله در بندر چابهار، ساخت خط راه‌آهن جدید چابهار - زاهدان به عنوان بخشی از کریدور حمل و نقل شمال به جنوب با اتصال آن به راه‌آهن ترانس ایرانی امضا کردند.
خط راه آهن پیشنهادی با خط آهن چابهار-زرنج-دلارام-حاجیگک ، یک پروژه هند و ایران به‌طول ۹۰۰ کیلومتر خواهد شد.